# Giorgia Villa
Giorgia Villa (Ponte San Pietro, 23 febbraio 2003) è una ginnasta italiana, vice campionessa olimpica a Parigi 2024, vincitrice della medaglia di bronzo a squadre ai Mondiali del 2019, campionessa europea a squadre agli Europei del 2022.
Nel 2018 è stata campionessa europea junior e campionessa olimpica ai Giochi olimpici giovanili.

## Carriera junior

### 2015: Serie A, Trofeo Città di Jesolo
Villa compete con la sua squadra, la Brixia di Brescia, nella terza tappa di Serie A, in cui la squadra si classifica prima. Viene poi scelta per gareggiare al Trofeo Città di Jesolo, dove si classifica al quindicesimo posto nel concorso individuale junior. Nella quarta tappa di serie A nazionale, si classifica al primo posto con la squadra.

### 2016: Serie A
Durante la prima tappa di serie A, Villa si classifica prima con la squadra e nel concorso individuale virtuale, oltre che seconda al corpo libero e terza alle parallele asimmetriche. Nella seconda tappa di Serie A, vince l'oro con la squadra ma non si classifica altrettanto bene nel concorso individuale, arrivando undicesima. 
Viene convocata per il Trofeo Città di Jesolo, dove si classifica sesta nel concorso individuale juniores e al corpo libero, e vince la medaglia di bronzo alle parallele asimmetriche dietro le americane Gabby Perea, Jordan Chiles ed Emma Malabuyo. Vince inoltre lo scudetto di serie A con la squadra.
Partecipa poi alla terza e alla quarta tappa di Serie A con la Brixia dove in entrambe le tappe contribuisce al primo posto della squadra.
Il 21 maggio prende parte al incontro internazionale di Camaiore, la Villa fa parte del team "Italia B", con Caterina Cereghetti, Benedetta Ciammarughi, Asia D'Amato, Elisa Iorio e Sydney Saturnino. La squadra vince la medaglia d'argento dietro alla Gran Bretagna e e precedendo, il team "Italia A" e la Germania. Inoltre la Villa si classifica seconda nel concorso generale individuale dietro ad Alice Kinsella e precedendo la connazionale Martina Maggio.
Ai Campionati nazionali assoluti, Villa gareggia solo alle parallele e al corpo libero, vincendo il bronzo alle parallele e l'argento al corpo libero. Partecipa infine al Turnoi Internazional di Combs la Ville dove ottiene la medaglia d'oro nel concorso individuale.

### 2017: Gymnix, Jesolo e l'infortunio
Nel 2017 partecipa all'international Gymnix a Montreal in Canada, dove arriva seconda con la squadra e terza nel concorso generale individuale dietro alle statunitensi Maile O'Keefe e Gabby Perea. Arriva inoltre quarta al volteggio, ultima alla trave e di nuovo quarta al corpo libero.
In seguito, però durante la partecipazione al Trofeo Città di Jesolo, si rompe il tendine d'Achille ed è quindi impossibilitata a proseguire la gara. 
Ritorna a competere a settembre in occasione dei campionati italiani assoluti di Perugia. Gareggia solo alle parallele dove vince la medaglia d'oro.
A settembre, nell'ultima tappa di serie A, pur partecipando solo alle parallele contribuisce alla vittoria dello scudetto della sua squadra.

### 2018: Gymnix, Jesolo, Europei, Olimpiadi Giovanili
Nel 2018 torna a competere su tutti e quattro gli attrezzi. Partecipa insieme ad Asia D'Amato, Alice D'Amato ed Elisa Iorio all'International Gymnix in Canada, arrivando prima con la squadra, quinta nell'all-around, seconda nella finale al volteggio dietro alla connazionale Asia D'Amato, infine quarta sia alle parallele sia al corpo libero.
Al Trofeo Città di Jesolo la squadra vince l'oro e la Villa arriva seconda nell'all around, quarta al volteggio, quarta alle parallele e settima al corpo libero.
Ai Campionati assoluti 2018, la bergamasca si mette al collo l'oro, laureandosi campionessa italiana assoluta. Nella seconda giornata vince un altro oro alle parallele, oltre a un argento alla trave e un altro al corpo libero alle spalle di Lara Mori.
Viene poi selezionata per la squadra per gli Europei, dove oltre a lei vengono scelte Asia D'Amato, Elisa Iorio, Alice D'Amato e Alessia Federici. Qui contribuisce a conquistare per la prima volta nella storia l'oro nella gara a squadre juniores. Inoltre, con un distacco di otto decimi dall'inglese Amelie Morgan e di più di un punto dalla russa Ksenia Klimenko, si mette al collo l'oro nel concorso generale. Si laurea poi vicecampionessa europea al volteggio, alle spalle della connazionale Asia D'Amato. Vince inoltre l'oro alla trave, davanti alla connazionale Elisa Iorio (bronzo). Arriva infine seconda al corpo libero. Chiude la gara quindi con tre ori (squadra, AA, trave) e due argenti (volteggio e corpo libero).
Alle Olimpiadi giovanili di Buenos Aires vince il titolo di campionessa olimpica giovanile con 14,566 al volteggio, 14,000 alle parallele, 12,300 alla trave e 13,200 al corpo libero, risultato mai ottenuto in precedenza. Nelle finali di specialità ottiene due medaglie d'oro, al volteggio e al corpo libero, e un argento alle parallele.

## Carriera Senior

### 2019: Serie A, Europei, Assoluti, Mondiali

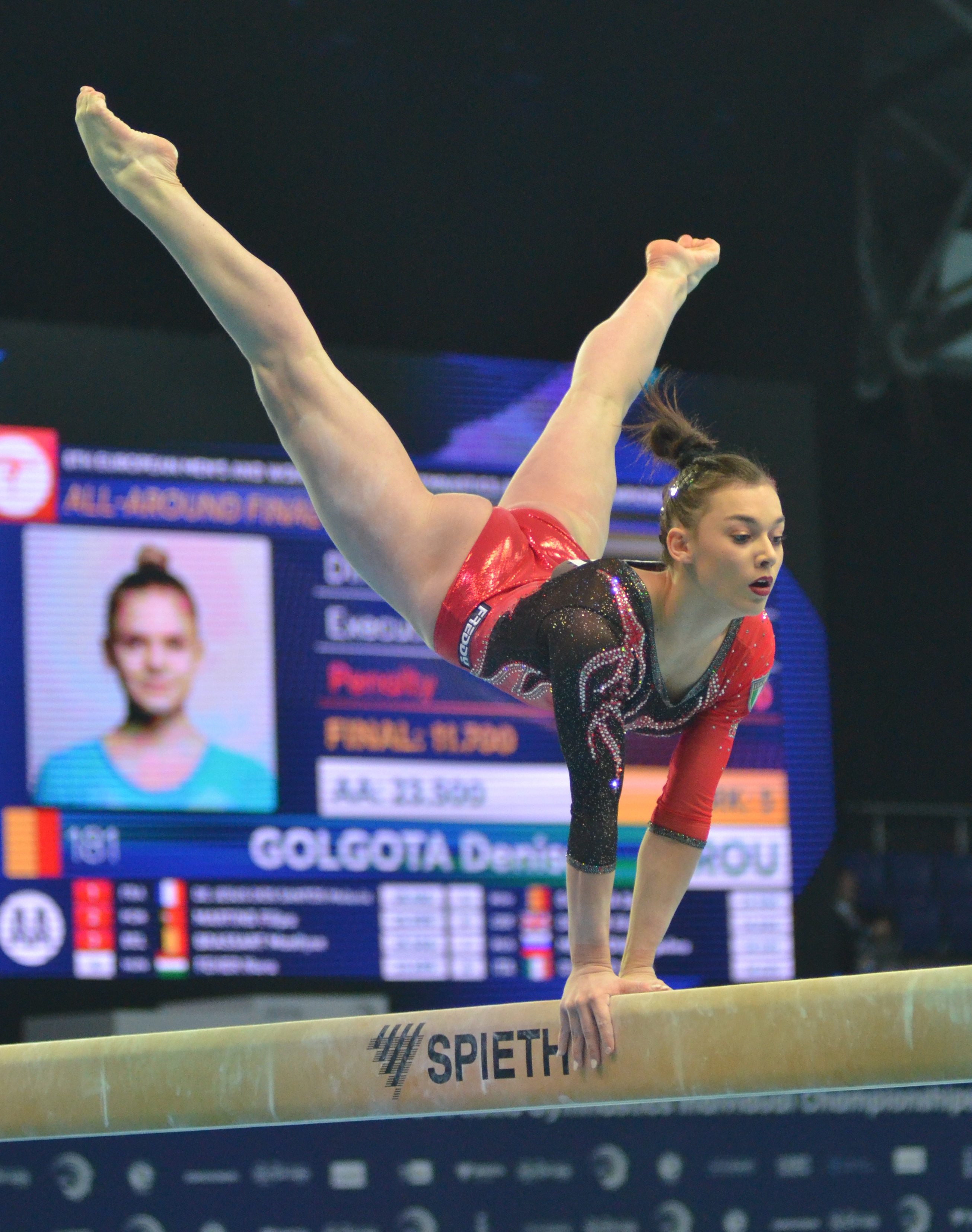
Giorgia Villa ai Campionati Europei 2019

Inaugura il 2019 partecipando alla prima tappa di serie A con la Brixia, a Busto Arsizio, dove ottiene 14,250 alla trave, riportando in gara rondata+salto raccolto avvitato (elemento che eseguiva prima dell'infortunio al tendine), 12,700 al corpo libero, con un'uscita di pedana e una caduta dal triplo avvitamento, 14,500 al volteggio e 12,750 alle parallele con due cadute. La Brixia vince agevolmente la prima tappa di Serie A.
La Villa viene poi convocata per il Trofeo Città di Jesolo con Asia D'Amato, Elisa Iorio, Desiree Carofiglio a rappresentare la squadra senior, dove vi saranno anche Alice D'Amato, Martina Maggio e Martina Basile da individualiste e due squadre junior composte da Alessia Federici, Angela Andreoli, Camilla Campagnaro, Giulia Cotroneo, Giorgia Leone, Veronica Mandriota, India Bandiera e Micol Minotti. Durante la prova podio, si infortuna al dito medio della mano cadendo dal doppio teso al corpo libero. Non partecipa quindi alla gara e si sottopone a una visita medica, dalla quale emerge che non avrebbe potuto poggiare la mano per venti giorni, limitandola così negli allenamenti.
Partecipa poi alla seconda tappa di Serie A a Padova, dove gareggia solo a parallele ed ottiene 14,850, contribuendo nuovamente alla vittoria della Brixia.
Viene poi convocata per gli VIII Campionati europei individuali di ginnastica artistica con Alice D'Amato, Asia D'Amato ed Elisa Iorio.
A ridosso degli Europei si procura una frattura ad un dito di un piede che la costringe ad un allenamento limitato. 
Durante le qualificazioni, nonostante una febbre, svolge un buon esercizio alla trave (13,766) qualificandosi al primo posto per la finale ad attrezzo, cade poi alle parallele dove ottiene 12,700, esce di pedana al corpo libero dove porta un esercizio semplificato (12,666) e svolge un buon doppio avvitamento. Si qualifica per le finali all-around e alla trave.
Durante la finale all-around cade alla trave e non va oltre il sesto posto nel concorso generale (52,999).
Nella finale alla trave non riesce a salire sul podio a causa di tre cadute.
Tornata in Italia partecipa poi alla terza tappa di serie A a Firenze dove ottiene 15,050 al volteggio, 15,250 alle parallele, 14,150 alla trave, e 13,300 al corpo libero.
Ai Campionati assoluti italiani tenutisi a Meda a settembre 2019 vince la medaglia di bronzo nel concorso individuale, dietro a Desiree Carofiglio e Asia D'Amato; inoltre vince l'oro alla trave e alle parallele.
Viene poi convocata per i Mondiali di Stoccarda insieme a Asia D'Amato, Alice D'Amato, Elisa Iorio, Desiree Carofiglio e Martina Maggio (riserva). 
Ai mondiali l'Italia riesce a qualificarsi per la finale a squadre all'ottavo posto, dopo un'ottima gara sporcata nel finale da tre cadute alla trave. Individualmente si qualifica al decimo posto per la finale all around. Il giorno della finale la Villa compete nuovamente su tutti e quattro gli attrezzi, partendo dal corpo libero dove ottiene un 13,300, un 14,666 al volteggio, un 14,266 alle parallele e un 13,600 alla trave. La nazionale italiana riesce a vincere, con 164,796, la medaglia di bronzo dietro agli Stati Uniti e alla Russia, salendo sul podio per la prima volta dopo settant'anni. 
Due giorni dopo gareggia nel concorso generale: inizia la sua gara alle parallele dove totalizza 14,333, alla trave ottiene solo 12,533 a causa di una caduta sul giro in accosciata, al corpo libero ottiene 12,900, mentre al volteggio esegue un ottimo doppio avvitamento che le vale 14,700. Conclude la sua prima finale all around mondiale in sedicesima posizione.
Il 22 dicembre 2019 viene annunciato che Giorgia Villa, insieme alle compagne di squadra vincitrici della medaglia di bronzo ai mondiali, sarebbe entrata a far parte del Gruppo sportivo delle Fiamme Oro.

### 2020: Serie A, Assoluti
Partecipa alla prima tappa di serie A, a Firenze, ma gareggia solo a parallele e trave (a causa di un lieve dolore al piede), dove ottiene rispettivamente 15,250 e 14,600.
Viene poi convocata per l'American Cup, prima tappa di coppa del mondo della stagione 2020 che si sarebbe tenuta il 7 marzo 2020.
Il 22 febbraio partecipa alla seconda tappa di Serie A ad Ancona. La Villa gareggia su tutti e quattro gli attrezzi svolgendo un ottimo doppio avvitamento al volteggio e presentando la nuova coreografia al corpo libero; cade invece alle parallele e alla trave. Al termine della gara la Brixia vince la seconda tappa con quasi 10 punti di distacco sulla seconda classificata.
Il 7 marzo partecipa all'American Cup. Svolge un buon doppio avvitamento al volteggio che le frutta 14,300 punti e la colloca temporaneamente in terza posizione; alle parallele asimmetriche cade dal giro in cubitale e si ferma a 12,733; alla trave cade dal raccolto avvitato e totalizza 12,533; infine, al corpo libero, dopo aver stoppato la prima diagonale, mette le mani a terra dopo aver eseguito lo tsukhara e si ferma a 11,933. Termina quindi la gara in settima posizione con 51,532 punti (su 12 atlete totali) nonostante sia caduta da tre attrezzi su quattro. In seguito, fino al 4 maggio è costretta a sospendere gli allenamenti a causa della pandemia di COVID-19.
Il 17 ottobre, dopo più di 7 mesi di lontananza dal campo gara a causa della pandemia, partecipa alla terza tappa di Serie A per la Brixia, durante la quale, pur non gareggiando al volteggio a causa di un problema alla spalla, esegue buoni esercizi sugli altri tre attrezzi, aiutando la squadra a vincere la tappa.
Il weekend del 7-8 novembre partecipa ai Campionati italiani assoluti svoltisi a Napoli: nonostante un errore al volteggio, dove scivola sulla tavola ed esegue un solo avvitamento anziché due, e una caduta alla trave, ottiene un punteggio totale di 55,100 che le permette di vincere il titolo a pari merito con Asia D'Amato. Il giorno successivo, durante le finali di specialità, vince la medaglia d'oro a parallele (per il quarto anno consecutivo) e corpo libero, oltre alla medaglia d'argento alla trave.
Il 21 e 22 novembre partecipa con la Brixia alla Final Six, ultima tappa di Serie A. Gareggia entrambi i giorni alle parallele asimmetriche, aiutando la squadra a vincere la tappa e il Campionato.

### 2021: Serie A, Europei, Assoluti
Il 6 marzo partecipa con la Brixia alla prima tappa di Serie A, ad Ancona. Gareggia alle parallele (14,000) e alla trave (13,100) contribuendo alla vittoria della squadra.
La Brixia non prende parte alla seconda tappa di Serie A svoltasi il 28 marzo a causa di contagi da Covid-19.
Il 10 aprile partecipa invece alla terza tappa, gareggiando solo alla trave e alle parallele, dove ottiene rispettivamente 14.700 e 14.500: la Brixia sale sul gradino più alto del podio.
Viene convocata per partecipare ai Campionati europei a Basilea, dal 21 al 25 aprile. Nella giornata di qualificazioni gareggia solo a trave e parallele: cade alla trave ma si qualifica al settimo posto per la finale alle parallele.
Il 24 aprile gareggia nella finale alle parallele e termina la gara al quarto posto, a un decimo dalla medaglia di bronzo.
Il 15 maggio partecipa alla semifinale della Final Six, dove gareggia alle parallele e ottiene 14,600. Il giorno successivo partecipa alla finale gareggiando a parallele e trave, ottenendo rispettivamente 14,700 e 14,350 e aiutando la Brixia a vincere il 19º scudetto.
Viene poi convocata per l'incontro amichevole Flanders International a Ghent in Belgio, dove insieme alla squadra (che oltre a lei comprende Alice D'Amato, Veronica Mandriota, Irene Lanza e Chiara Vincenzi) vince il bronzo; inoltre si qualifica per le finali di specialità a parallele e trave, dove vince rispettivamente il bronzo e l'oro.
Il 5 luglio 2021 viene scelta dal direttore tecnico Enrico Casella per partecipare ai Giochi olimpici di Tokyo 2020, insieme a Asia D'Amato, Alice D'Amato e Martina Maggio, oltre a Vanessa Ferrari (individualista).
Il 10 luglio partecipa ai Campionati italiani assoluti a Napoli, dove vince la medaglia d'oro nell'all around per la terza volta in carriera. Si qualifica per le finali di specialità a parallele e trave, non vi prende però parte a causa di un risentimento al piede procuratosi durante l'esercizio al corpo libero il giorno precedente.
Il 13 luglio, a tre giorni dalla partenza per Tokyo, viene reso noto che la Villa non sarebbe stata in grado di partecipare ai Giochi Olimpici, a causa dell'infortunio procuratasi sabato 10 luglio durante la finale all around.
Dopo un periodo di riposo torna in gara il 3 novembre al Memorial Gander, un incontro amichevole in cui avrebbe dovuto esibirsi su tre attrezzi (parallele, trave e corpo libero). Durante l'esercizio alla trave avverte una fitta al piede ed è costretta a rinunciare al corpo libero, concludendo la gara in nona posizione. Per evitare di aggravare l'infortunio, Villa viene tenuta a riposo e non partecipa alla Swiss Cup del 7 novembre.

### 2022: oro europeo
Il 12 febbraio torna in gara partecipando alla prima tappa di Serie A ad Ancona. Gareggia solo a parallele e trave ottenendo rispettivamente 14,300 e 12,900.
Al Deutscher Pokal vince l'argento con la squadra e l'oro alle parallele. 
Nel mese di aprile, viene convocata per il Trofeo Città di Jesolo e conquista il secondo posto nella gara a squadre e il terzo nella finale a parallele. A giugno viene convocata per i Giochi del Mediterraneo, dove contribuisce alla medaglia d'oro della squadra e vince un secondo oro nella finale alle parallele.
Ad agosto, agli Europei, conquista insieme alla squadra la medaglia d'oro, per la prima volta dal 2006 e per la seconda volta nella storia; inoltre si qualifica alla finale alle parallele, dove termina al quarto posto, e alla finale alla trave, dove conclude in settima posizione.
L'11 ottobre rivela di essersi sottoposta a un intervento per correggere un problema alla schiena (la presenza di due buchi in una vertebra) che dall'estate 2021 le impediva di allenare volteggio e corpo libero. Il giorno seguente prende parte ai Campionati Italiani Assoluti, dove per la prima volta dagli Assoluti dell'anno precedente gareggia su tutti gli attrezzi (al volteggio esegue uno Yurchenko con un avvitamento e al corpo libero porta il programma del 2021, ad esclusione dello tsukahara). Con 55,200 punti si classifica al terzo posto al termine della prima delle due giornate di gara all-around. Dopo il secondo giorno di gara conclude la competizione all-around in quarta posizione con 108,400 punti. Vince inoltre l'oro alle parallele e il bronzo alla trave.
Il 25 ottobre viene convocata per i Mondiali di Liverpool. Durante la giornata di qualificazioni gareggia a parallele e trave e contribuisce a qualificare l'Italia per la finale a squadre con il quarto miglior punteggio. Durante la finale a squadre gareggia di nuovo sui medesimi attrezzi ma, a causa di alcuni errori commessi dalle italiane, la squadra non va oltre il quinto posto.

### 2023
L'11 febbraio partecipa alla prima tappa di Serie A, contribuendo alla vittoria della Brixia. Nello stesso mese partecipa alla Coppa del Mondo di Baku, durante la quale si qualifica in due finali su due, alle parallele asimmetriche e alla trave. Vince poi l'argento alle parallele e l'oro alla trave.
A marzo partecipa alla seconda tappa di serie A, contribuendo alla vittoria della squadra.
Il 1 aprile partecipa al Trofeo Città di Jesolo, gareggiando a parallele e trave. Contribuisce alla vittoria della squadra italiana e si qualifica inoltre per la finale alle parallele, dove vince l'argento, e alla trave, dove cade e non riesce a salire sul podio. 
Ad aprile, viene scelta per far parte della squadra italiana agli Europei di Antalya. Nella giornata di qualificazioni, conquista la medaglia d'argento insieme alla squadra e si classifica per la finale alle parallele, che conclude al quarto posto. Nello stesso mese, viene convocata alla Coppa del Mondo individuale del Cairo, insieme alle compagne di squadra Alice D'Amato e Asia D'Amato. In questa occasione vince l'argento alle parallele.
Agli Assoluti, svolti all'inizio di settembre a Padova, vince il bronzo alle parallele.

### 2024
Il 7 febbraio torna in gara durante la prima tappa di serie A, presentando l'esercizio al corpo libero. Il 23 febbraio prende parte alla seconda tappa. Viene inizialmente convocata per i Campionati Europei, ma dichiara di non potervi prendere parte a causa di una febbre che l'ha debilitata. A fine maggio partecipa con la Brixia alla Final Six della Serie A, gareggiando a parallele, trave e corpo libero.
Il 5 e 7 luglio si svolgono i Campionati italiani assoluti, che oltre a decretare le migliori ginnaste italiane sono anche un banco di prova per i Giochi olimpici di Parigi 2024, che si sarebbero svolte tre settimane dopo. Villa vince l'argento alla trave e il bronzo alle parallele, mentre termina quarta nell'all-around. Al termine dei campionati viene inclusa nella squadra olimpica.
Il 30 luglio 2024, durante le Olimpiadi di Parigi, vince la medaglia d'argento nella prova a squadre femminile, insieme ad Alice D'Amato, Manila Esposito, Elisa Iorio e Angela Andreoli; nell'occasione, l'Italia vince la sua prima medaglia nella disciplina dal 1928.

## Risultati

### Junior
| Anno | Competizione                        | Squadra | Individuale | Volteggio | Parallele | Trave   | Corpo libero |
| ---- | ----------------------------------- | ------- | ----------- | --------- | --------- | ------- | ------------ |
| 2015 | 3 tappa di Serie A                  | Oro     |             |           |           |         |              |
| 2015 | Trofeo Città di Jesolo              |         | 15          |           | Bronzo    |         |              |
| 2015 | 4 tappa di Serie A                  | Oro     |             |           |           |         |              |
| 2016 | 1 tappa di Serie A                  | Oro     |             |           |           |         |              |
| 2016 | 2 tappa di Serie A                  | Oro     |             |           |           |         |              |
| 2016 | Trofeo Città di Jesolo              |         | 6           |           | 4         |         | 6            |
| 2016 | 3 tappa di Serie A                  | Oro     |             |           |           |         |              |
| 2016 | 4 tappa di Serie A                  | Oro     |             |           |           |         |              |
| 2016 | Incontro Internazionale di Carpiano | Argento | Argento     |           |           |         |              |
| 2016 | Assoluti                            |         |             |           | Bronzo    |         | Argento      |
| 2016 | Tournoi International               | Oro     | Oro         | Oro       | Oro       | Oro     | Oro          |
| 2017 | 1 tappa di Serie A                  | Oro     |             |           |           |         |              |
| 2017 | International Gymnix                | Argento | Bronzo      | 4         |           | 8       | 4            |
| 2017 | Trofeo Città di Jesolo              | Argento |             |           |           |         |              |
| 2017 | Assoluti                            |         |             |           | Oro       |         |              |
| 2017 | 4 tappa di Serie A                  | Oro     |             |           |           |         |              |
| 2018 | 1 tappa di Serie A                  | Oro     |             |           |           |         |              |
| 2018 | International Gymnix                | Oro     | 5           | Argento   | 4         |         | 4            |
| 2018 | Trofeo Città di Jesolo              | Oro     | Argento     | 4         | 4         |         | 7            |
| 2018 | 2 tappa di Serie A                  | Oro     |             |           |           |         |              |
| 2018 | 3 tappa di Serie A                  | Oro     |             |           |           |         |              |
| 2018 | Assoluti                            |         | Oro         |           | Oro       | Argento | Argento      |
| 2018 | Pieve di Soligo (amichevole)        | Oro     | Argento     |           |           |         |              |
| 2018 | Campionati europei                  | Oro     | Oro         | Argento   | 5         | Oro     | Argento      |
| 2018 | Olimpiadi giovanili                 |         | Oro         | Oro       | Argento   | 4       | Oro          |

### Senior
| Anno | Competizione            | Squadra | Individuale | Volteggio | Parallele | Trave   | Corpo libero |
| ---- | ----------------------- | ------- | ----------- | --------- | --------- | ------- | ------------ |
| 2019 | 1 tappa di Serie A      | Oro     |             |           |           |         |              |
| 2019 | 2 tappa di Serie A      | Oro     |             |           |           |         |              |
| 2019 | Campionati europei      |         | 6           |           |           | 8       |              |
| 2019 | 3 tappa di Serie A      | Oro     |             |           |           |         |              |
| 2019 | Heerenveen (amichevole) | Oro     | Oro         |           |           |         |              |
| 2019 | Assoluti                |         | Bronzo      |           | Oro       | Oro     |              |
| 2019 | Campionati del mondo    | Bronzo  | 16          |           |           |         |              |
| 2020 | 1 tappa di Serie A      | Oro     |             |           |           |         |              |
| 2020 | American Cup            |         | 7           |           |           |         |              |
| 2020 | 3 tappa di Serie A      | Oro     |             |           |           |         |              |
| 2020 | Assoluti                |         | Oro         |           | Oro       | Argento | Oro          |
| 2020 | Final six Serie A       | Oro     |             |           |           |         |              |
| 2021 | 1 tappa di Serie A      | Oro     |             |           |           |         |              |
| 2021 | 3 tappa di Serie A      | Oro     |             |           |           |         |              |
| 2021 | Campionati europei      |         |             |           | 4         |         |              |
| 2021 | Final Six Serie A       | Oro     |             |           |           |         |              |
| 2021 | FIT-Challenge 2021      | Bronzo  | 5           |           | Bronzo    | Oro     | 7            |
| 2021 | Assoluti                |         | Oro         |           |           |         |              |
| 2021 | Memorial Gander         |         | 9           |           |           |         |              |
| 2022 | 1 tappa di Serie A      | Oro     |             |           |           |         |              |
| 2022 | 2 tappa di Serie A      | Oro     |             |           |           |         |              |
| 2022 | Deutscher Pokal         | Argento |             |           | Oro       |         |              |
| 2022 | Giochi del Mediterraneo | Oro     |             |           | Oro       |         |              |
| 2022 | Campionati europei      | Oro     |             |           | 4         | 7       |              |
| 2022 | Assoluti                |         | 4           |           | Oro       | Bronzo  |              |
| 2022 | Campionati del mondo    | 5       |             |           |           |         |              |
| 2023 | 1 tappa di Serie A      | Oro     |             |           |           |         |              |
| 2023 | Coppa del mondo         |         |             |           | Argento   | Oro     |              |
| 2023 | 2 tappa di Serie A      | Oro     |             |           |           |         |              |
| 2023 | Trofeo Città di Jesolo  | Oro     |             |           | Argento   |         |              |
| 2023 | Campionati europei      | Argento |             |           | 4         |         |              |
| 2023 | 3 tappa di Serie A      | Oro     |             |           |           |         |              |
| 2023 | Serie A Final Six       | Oro     |             |           |           |         |              |
| 2023 | Assoluti                |         |             |           | Bronzo    |         |              |
| 2024 | 1 tappa di Serie A      | Oro     |             |           |           |         |              |
| 2024 | 2 tappa di Serie A      | Oro     |             |           |           |         |              |
| 2024 | 3 tappa di Serie A      | Oro     |             |           |           |         |              |
| 2024 | Final Six               | Argento |             |           |           |         |              |

## Altre attività
Nel 2017 ha partecipato alla realizzazione della serie su YouTube "Fate", che racconta della storia di Giorgia Villa ma anche di altre ragazze che come lei hanno scelto di seguire la ginnastica artistica.
Ad aprile 2020 ha partecipato ad uno spot pubblicitario per la Tampax insieme alle compagne Asia D'Amato, Alice D'Amato, Elisa Iorio e Martina Maggio.
Nel 2025, in coppia con Laura Maddaloni, ha partecipato come concorrente al reality The Couple - Una vittoria per due, in onda su Canale 5 con la conduzione di Ilary Blasi.

## Programmi televisivi
- The Couple - Una vittoria per due (Canale 5, 2025) - concorrente